# Tetrastigma loheri
Tetrastigma loheri är en vinväxtart som beskrevs av François Gagnepain. Tetrastigma loheri ingår i släktet Tetrastigma och familjen vinväxter. Inga underarter finns listade i Catalogue of Life.